# 羅拔圖·安達臣
安達臣·羅拔圖·達施華·路爾斯（葡萄牙語：Anderson Roberto da Silva Luiz，1978年2月1日—），常譯為羅拔圖·安達臣，是巴西职业足球运动员，2009年加盟中国足球甲级联赛辽宁队。